# Futbol'ny Klub Minsk
Il Futbol'ny Klub Minsk (in bielorusso Футбольны Клуб Мінск) è una società calcistica bielorussa con sede nella città di Minsk. Milita nella Vyšėjšaja Liha, la massima divisione del campionato bielorusso.

## Storia
L'FK Minsk venne fondato nel 2006 acquisendo i diritti dello Smena Minsk che successivamente divenne una succursale della squadra principale.

Nella stagione del debutto riesce immediatamente ad ottenere la promozione nella Vyšėjšaja Liha (la massima divisione) vincendo il campionato cadetto ma la stagione successiva termina il campionato in ultima posizione retrocedendo così nella Peršaja Liha.
Nella stagione successiva ritorna nella massima divisione e nel 2010 conclude il campionato in 3ª posizione che gli consente l'accesso al primo turno dell'Europa League 2011-2012. L'avventura europea si conclude al secondo turno a causa dell'eliminazione subita contro il Gaziantepspor.

Il 26 maggio 2013 vince la Coppa di Bielorussia, superando in finale ai calci di rigore la Dinamo Minsk, dopo che i tempi regolamentari e supplementari si erano conclusi con il punteggio di 1-1.

## Palmarès

### Competizioni nazionali
- Coppa di Bielorussia: 1

2012-2013
- Peršaja Liha: 2

2006, 2008

### Altri piazzamenti
- Campionato bielorusso:

Terzo posto: 2010
- Coppa di Bielorussia:

Finalista: 2011-2012
Semifinalista: 2006-2007, 2013-2014, 2015-2016
- Supercoppa di Bielorussia:

Finalista: 2014

## Statistiche e record

### Statistiche nelle competizioni UEFA
Tabella aggiornata alla fine della stagione 2018-2019.
| Competizione                  | Partecipazioni | G  | V | N | P | RF | RS |
| ----------------------------- | -------------- | -- | - | - | - | -- | -- |
| Coppa UEFA/UEFA Europa League | 2              | 10 | 3 | 3 | 4 | 12 | 14 |

## Organico

### Rosa
| N. |                        | Ruolo | Calciatore          |
| -- | ---------------------- | ----- | ------------------- |
| 2  | Bielorussia (bandiera) | D     | Alyaksey Ivanow     |
| 3  | Bielorussia (bandiera) | D     | Dzmitry Zinovich    |
| 4  | Bielorussia (bandiera) | C     | Gleb Zherdev        |
| 5  | Bielorussia (bandiera) | A     | Artsyom Vasilyew    |
| 7  | Bielorussia (bandiera) | C     | Michail Šybun       |
| 8  | Bielorussia (bandiera) | C     | Pavel Seleznev      |
| 12 | Bielorussia (bandiera) | D     | Gleb Yakushevich    |
| 14 | Bielorussia (bandiera) | D     | Maksim Kasarab      |
| 16 | Bielorussia (bandiera) | P     | Sjarhej Vjeramko    |
| 18 | Bielorussia (bandiera) | D     | Jaraslaŭ Jarocki    |
| 20 | Bielorussia (bandiera) | D     | Dzmitry Klimovich   |
| 21 | Ucraina (bandiera)     | C     | Oleksandr Vasyl'jev |
| 22 | Bielorussia (bandiera) | C     | Sergey Sazonchik    |

| N. |                        | Ruolo | Calciatore           |
| -- | ---------------------- | ----- | -------------------- |
| 23 | Russia (bandiera)      | P     | Artyom Leonov        |
| 24 | Bielorussia (bandiera) | C     | Andrey Shamruk       |
| 27 | Bielorussia (bandiera) | A     | Pavel Gorbach        |
| 29 | Serbia (bandiera)      | D     | Aleksa Vidić         |
| 31 | Bielorussia (bandiera) | P     | Pavel Prishivalko    |
| 33 | Ucraina (bandiera)     | D     | Yevhen Chahovets     |
| 35 | Bielorussia (bandiera) | D     | Gleb Gurban          |
| 41 | Bielorussia (bandiera) | D     | Yevgeniy Malinovskiy |
| 44 | Bielorussia (bandiera) | C     | Taysir Adamchik      |
| 87 | Bielorussia (bandiera) | D     | Aleksey Lavrik       |
| 89 | Ucraina (bandiera)     | C     | Vladyslav Nasibulin  |
|    | Bielorussia (bandiera) | D     | Yury Astravukh       |
|    | Bielorussia (bandiera) | C     | Oleg Yevdokimov      |